# Eduard Clam-Gallas

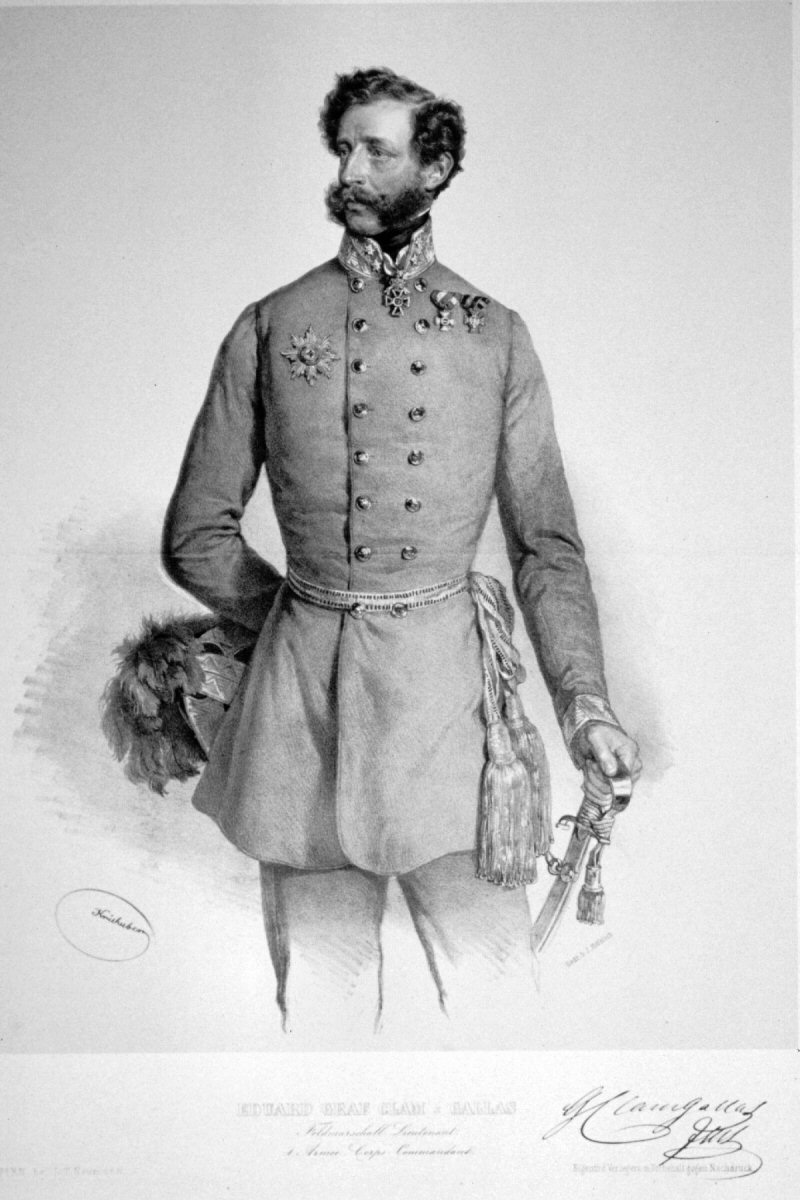
Eduard Graf Clam-Gallas, Lithographie von Josef Kriehuber 1849

Eduard Graf Clam-Gallas in späteren Jahren

Eduard Graf Clam-Gallas (* 14. März 1805 in Prag; † 17. März 1891 in Wien) war ein österreichischer Offizier, zuletzt General der Kavallerie.

## Biografie
Er war der Sohn des durch Kunstsinn und Wohltätigkeit bekannten Christian Christoph Graf Clam-Gallas (1771–1838). Er trat 1823 in die österreichische Armee ein, wurde 1831 erster Rittmeister im Kürassierregiment Nr. 1, 1835 Major, 1839 Oberst, 1846 Generalmajor und Brigade-Kommandant in Josephstadt.
1848 kam er nach Italien, wo er unter Radetzky eine Brigade führte. Im Fünf-Tage-Aufstand von Mailand behauptete er die Porta Ticinese und die angrenzenden Wälle, nach dem Verlust der inneren Stadt deckte er den österreichischen Rückzug. Er zeichnete sich in den Schlachten bei Santa Lucia, Vicenza und Custozza aus. Für seine Leistungen wurde er mit dem Maria Theresia-Orden ausgezeichnet und zum Feldmarschallleutnant befördert. 1849 wurde er Kommandant des siebenbürgischen Armeekorps und war gegen Józef Bem erfolgreich. 1850 erhielt er das Kommando über das I. Armeekorps in Wien, das er auch 1859 im Sardinischen Krieg in Italien in den Schlachten von Magenta und Solferino befehligte. Bei diesen Schlachten verließ sein Armeekorps als erstes das Schlachtfeld, was aber keine persönlichen Konsequenzen hatte.
Nach dem Krieg wurde er zum Kommandierenden General in Böhmen und Kommandanten von Prag ernannt. 1861 folgte die Beförderung zum General der Kavallerie. Im gleichen Jahr wurde er Mitglied des Herrenhauses, das Oberhaus des österreichischen Reichsrates.
Am 29. Juni 1866 erlitt er im Deutschen Krieg zusammen mit Kronprinz Albert von Sachsen eine verheerende Niederlage in der Schlacht bei Gitschin, wurde vor ein Kriegsgericht gestellt, aber freigesprochen und rehabilitiert. Dennoch schied er im Oktober 1866 aus dem aktiven Kriegsdienst aus und verzichtete 1868 auf seine militärischen Posten. Seinen Lebensabend verbrachte er auf seinen Besitzungen Friedland und Reichenberg in Böhmen.
1850 vermählte er sich mit Clothilde (1828–1899), der Erbtochter von Joseph Franz Fürst von Dietrichstein (1798–1858). Das Paar hatte einen Sohn und zwei Töchter:
- Franz (* 26. Juli 1854; † 20. Januar 1930) ⚭ Maria von Hoyos-Sprinzenstein
- Eduardine (1851–1925) ⚭ Fürst Karl von Khevenhüller-Metsch (1839–1905), k. u. k. Geheimer Rat, im Dienste Kaiser Maximilians von Mexiko
- Klotilde (* 5. September 1859) ⚭ Coloman Festetics (* 25. November 1847; † 13. Oktober 1928)

## Gedenken
Im Jeschkengebirge bei Kryštofovo Údolí (deutsch Christophsgrund) wurde im 19. Jahrhundert eine markante Buche als Eduardsbuche nach Clam-Gallas benannt und gekennzeichnet. Der Baum stand bis 1956 und an selber Stelle wurde 1968 eine neue Buche gepflanzt, dieses Mal zu Ehren der Tschechisch-Slowakischen Republik mit dem tschechischen Namen Buk Republiky (deutsch Buche der Republik).